# Torgen Schneider
Torgen Schneider (* 26. Juli 1964 in Siegen) ist ein deutscher Journalist und Fernsehmoderator.

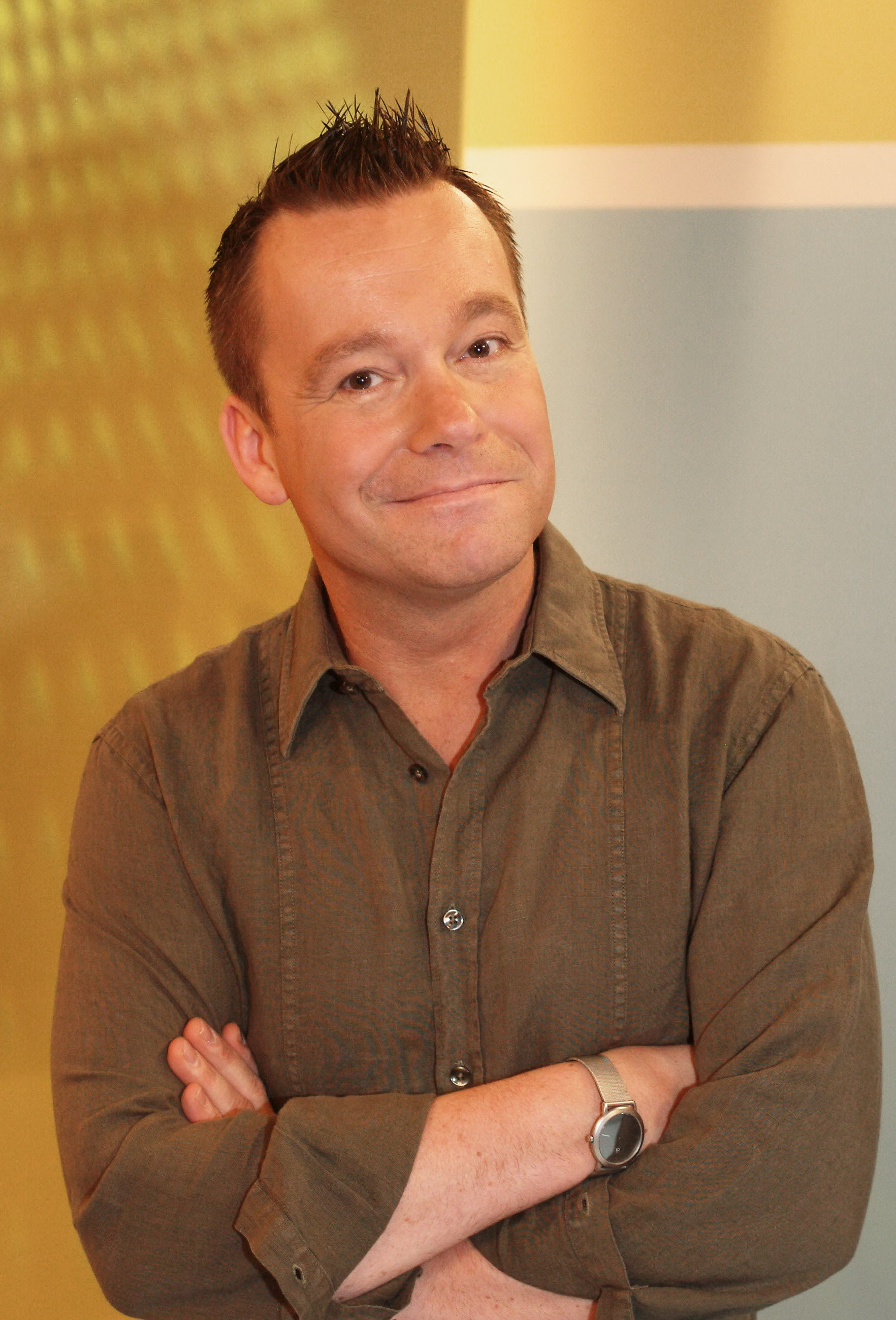
Torgen Schneider (2009)

## Leben
Torgen Schneider wuchs im Westerwald auf. Nach dem Abitur am Konrad-Adenauer-Gymnasium in Westerburg besuchte er 1984 zunächst die Berlitz Sprachschulen und absolvierte eine Ausbildung zum Versicherungskaufmann.
1987 begann ein Studium an der Freien Universität Berlin in den Fächern Publizistik, Theaterwissenschaften und Amerikanistik. 
Ab Jahresbeginn 1998 war Torgen Schneider für SAT.1 tätig, wo er unter anderem als Redakteur für das SAT.1-Frühstücksfernsehen arbeitete und kurzzeitig 2007 das SAT.1-Frühstücksfernsehen am Samstag moderierte. Mehrere Jahre lang war er mit der Rubrik Torgen am Morgen und Backstage live im SAT.1-Frühstücksfernsehen auf dem Bildschirm. 
Bei der von Kai Pflaume präsentierten Freitagabendshow Yes we can dance war er bis in das Finale Teil der prominent besetzten Tanzeinlage Rocky Horror Picture Show. 
Torgen Schneider lebt in Berlin.